# Kōichi Sugiyama (Komponist)

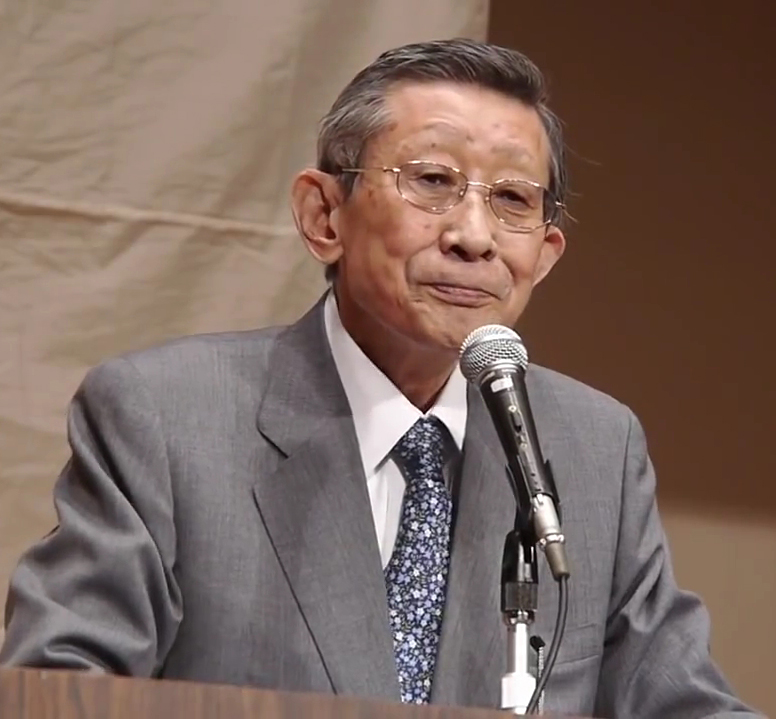
Koichi Sugiyama, 2011

Koichi Sugiyama (すぎやま こういち, Sugiyama Kōichi, geboren am 11. April 1931; gestorben am 30. September 2021) war ein japanischer Komponist, Dirigent und Orchestrator.
Bekanntheit erlangte er durch seine Werke für die Dragon-Quest-Reihe und weitere Stücke, die in Spielen, Anime, Filmen und Fernsehserien zu hören waren. Der klassisch ausgebildete Sugiyama galt als wichtige Inspiration für andere japanische Spielmusikkomponisten. Er war von den 1960er Jahren bis zu seinem Tod, an einem septischen Schock, im Jahr 2021 als Komponist tätig.
Sugiyama war auch Ratsmitglied der Japanischen Gesellschaft für die Rechte von Autoren, Komponisten und Verlegern (JASRAC), Vorstandsmitglied des Japanischen Instituts für nationale Grundlagen und Ehrenvorsitzender der Japanischen Backgammon-Gesellschaft.
Vor seinem Tod wurde er mit dem Orden der aufgehenden Sonne ausgezeichnet und von der japanischen Regierung zu einer Person mit kulturellen Verdiensten ernannt. Er engagierte sich auch in der Politik und im Aktivismus, etwa bei der Förderung des japanischen Nationalismus und der Leugnung japanischer Kriegsverbrechen.

## Karriere

### Frühes Leben und Fernsehkarriere
Sugiyama wurde am 11. April 1931 in Tokio, Japan, geboren. Als er aufwuchs, war Sugiyamas Zuhause voller Musik, welche schließlich seine Leidenschaft weckte. In der High School begann er, verschiedene kleine musikalische Werke zu schreiben. Er besuchte die Universität von Tokio und schloss sein Studium 1958 mit voller Auszeichnung ab. Danach ging er in die Berichterstattungs- und Unterhaltungsabteilung des Radiosenders Nippon Cultural Broadcasting. Im selben Jahr kam er als Regisseur zu Fuji TV. Im Jahr 1965 verließ er den Sender, um als freier Regisseur zu arbeiten. 1968 gab er die Regiearbeit auf und konzentrierte sich ausschließlich auf die Komposition und Orchestrierung von Musik.
In den späten 1970er und frühen 1980er Jahren komponierte Sugiyama für mehrere Musicals, Werbespots, Pop-Künstler, Zeichentrickfilme und Fernsehsendungen, wie Science Ninja Team Gatchaman: The Movie, The Sea Prince and the Fire Child und Cyborg 009. Außerdem unterstützte er Riichiro Manabe bei der Komposition für Godzilla vs. Hedorah. Sugiyama komponierte die Single des Soundtracks und dirigierte einige der Stücke.

### Dragon Questund andere Videospiele
Sugiyamas erster Kontakt mit Enix war ein Fanbrief, den er ihnen in den frühen 1980er Jahren zu einem Shogi-PC-Spiel schrieb. Nachdem die Mitarbeiter von Enix ihre Überraschung überwunden hatten, von einer Berühmtheit von Sugiyamas Kaliber eine handgeschriebene Postkarte zu erhalten, waren sie von seinem umfassenden Wissen und seiner Wertschätzung für Spiele so beeindruckt, dass sie beschlossen, Sugiyama zu bitten, Musik für ihre Spiele zu komponieren. Sugiyama begann, für den PC-8801 zu komponieren und arbeitete zu dieser Zeit für Enix. Sein erstes Projekt für das Unternehmen war 1985 das Spiel World Golf. Im Jahr 1986 komponierte er für sein erstes großes Projekt, Dragon Quest. Seine klassische Partitour für das Spiel galt als revolutionär für die Konsolen-Videospielmusik.
Sugiyama war einer der ersten Komponisten die Videospielmusik komponieren, die Aufnahmen mit einem Live-Orchester machten. Im Jahr 1986 wurde die CD Dragon Quest I Symphonic Suite veröffentlicht, auf der das London Philharmonic Orchestra Sugiyamas Melodien interpretierte. Die acht Melodien des Soundtracks (Opening, Castle, Town, Field, Dungeon, Battle, Final Battle und Ending) bildeten die Vorlage für die meisten seither veröffentlichten Soundtracks für Rollenspiele, von denen viele in ähnlicher Weise aufgebaut sind.
Im Jahr 1987 komponierte er für Dragon Quest II. Die Musik aus den ersten beiden Dragon-Quest-Spielen wurde in auf einem der ersten Konzerte für Videospielmusik, dem „Family Classic Concert“, aufgeführt. Es wurde von Sugiyama selbst arrangiert und geleitet und von der Tokyo String Music Combination Playing Group am 20. August 1987 in der Suntory Hall in Tokio aufgeführt. Es wurden „Dragon Quest I Symphonic Suite“ und „Dragon Quest II Symphonic Suite“ aufgeführt. In der Folge hielt er achtzehn dieser Konzerte in ganz Japan ab.
Von 1987 bis 1990 komponierte Sugiyama für verschiedene andere Spiele von Enix. 1991 veranstaltete er eine Reihe von insgesamt fünf Konzerten mit Videospielmusik, die so genannten Orchestral Game Concerts, die vom Tokyo City Philharmonic Orchestra und dem Tokyo Symphony Orchestra aufgeführt wurden. An den Aufführungen waren über achtzehn verschiedene Videospielkomponisten beteiligt, darunter Koji Kondo, Yoko Kanno, Nobuo Uematsu, Keiichi Suzuki und Sugiyama selbst. Diese Konzerte fanden von 1991 bis 1996 statt; während dieser Zeit komponierte Sugiyama für andere Videospiele und arrangierte einige davon für die Orchestral Game Concerts.
Im September 1995 komponierte Sugiyama das Dragon-Quest-Ballett. Es wurde 1996 uraufgeführt und 1997, 1999, 2001 und 2002 wiederholt. In diesen Jahren veröffentlichte er auch mehrere Dragon Quest Symphonic Suites. Ende 2004 beendete er seine Arbeit an dem Dragon Quest VIII Soundtrack und veröffentlichte diesen. Im Jahr 2005 gab Sugiyama in Japan eine Reihe von Konzerten mit dem Tokyo Metropolitan Symphony Orchestra mit Musik aus Dragon Quest VIII sowie mit seinen vorangegangenen klassischen Kompositionen.
Im August 2005 wurde seine Musik aus Dragon Quest im Rahmen des European Symphonic Game Music Concert erstmalig außerhalb Japans live aufgeführt. Sugiyama komponierte auch die Musik für Dragon Quest X und seine Erweiterungen sowie für Dragon Quest XI.
Sugiyama hat in seinem Werk immer wieder Motive verwendet, um die Konsistenz und die Nostalgie der verschiedenen Teile zu erhalten. Jedes der Dragon-Quest-Spiele, an denen er arbeitete, enthielt einen fast identischen, schwungvollen Titelsong mit dem Titel „Overture“. Sugiyamas Kompositionsstil wurde mit dem des Spätbarock und der frühen Klassik verglichen.
Zu Sugiyamas Hobbys gehörten Fotografie, Reisen, der Bau von Schiffsmodellen, Sammeln von alten Kameras und Lesen.
Er erstellte auf seiner Website einen Kamerabereich, und gründete im Juni 2004 sein eigenes Musiklabel, mit dem Namen SUGI Label.
Sugiyama komponierte auch die Fanfaren für das Öffnen und Schließen der Tore der Rennbahnen in Tokio und Nakayama.
Die japanische Regierung verlieh ihm 2018 den Order of the Rising Sun, 4th Class, und ernannte ihn zwei Jahre später zu einer Person mit besonderen kulturellen Verdiensten. Am 30. September 2021 starb Sugiyama im Alter von 90 Jahren an einem septischen Schock.

## Politische Aktivitäten und Überzeugungen
Sugiyama war ein Leugner des Nanjing-Massakers und behauptete, die Fakten dazu seien „selektiv“.
Er war einer der Unterzeichner von „The Facts“, einer ganzseitigen Anzeige, die von der Washington Post am 14. Juni 2007 veröffentlicht wurde. Diese Anzeige wurde von einer Reihe japanischer Politiker und Akademiker als Reaktion auf die Verabschiedung der Resolution 121 des US-Repräsentantenhauses verfasst, in der eine offizielle Entschuldigung der japanischen Regierung für die Verwendung von „Trostfrauen“ gefordert wurde, d. h. von Frauen, die während des Zweiten Weltkriegs von japanischen Soldaten als Sexsklavinnen benutzt wurden. Sugiyama war auch Vorstandsmitglied des Japan Institute for National Fundamentals.
Im Jahr 2012 schrieb Sugiyama einen Leitartikel, in dem er meinte, Japan befinde sich in einem „Bürgerkrieg zwischen Japanern und Antijapanern“. Anhand von Beispielen führte er an, dass die japanischen Medien patriotische Handlungen wie das Singen der japanischen Nationalhymne oder das Hissen der japanischen Flagge negativ darstellten. Darüber hinaus vertrat er die Auffassung, dass die Forderungen der japanischen Anti-Atomkraft-Bewegung, die nach der Nuklearkatastrophe von Fukushima Daiichi im Jahr 2011 immer lauter wurden, alle Kernenergieanlagen sofort abzubauen, ohne aber alternative Lösungen anzubieten, die Fähigkeit des Landes zur Selbstverteidigung beeinträchtigt.
Im Jahr 2015 trat Sugiyama in der Fernsehsendung Hi Izuru Kuni Yori des japanischen Kulturkanals Sakura auf, in der gezeigt wurde, wie er den Ansichten der japanischen Politikerin Mio Sugita zustimmte, die sagte, es bestehe kein Bedarf an LGBT-Aufklärung in japanischen Schulen, und die Bedenken über hohe Selbstmordraten in der Gemeinschaft zurückwies.
Sugiyama fügte hinzu, dass der Mangel an Kindern, die von LGBT-Paaren geboren werden, ein wichtiges Thema sei, über das man diskutieren müsse, und wies auch darauf hin, dass Japan das Frauenrecht mehr fördere als Südkorea. Später widerrief er seine Aussage, indem er sagte, dass es LGBT-Paare im Laufe der Menschheitsgeschichte immer gegeben habe und er befürworte Staatliche Hilfe um ihnen gelegentlich zu helfen.

## Arbeiten

### Videospiele
| Jahr | Titel                                                          | Ref.   |
| ---- | -------------------------------------------------------------- | ------ |
| 1985 | World Golf                                                     | [ 29 ] |
| 1986 | Wingman 2                                                      | [ 4 ]  |
| 1986 | Dragon Quest                                                   | [ 4 ]  |
| 1987 | Dragon Quest II                                                | [ 30 ] |
| 1987 | Jesus                                                          | [ 31 ] |
| 1987 | Gandhara: Buddha no Seisen                                     | [ 31 ] |
| 1987 | Animal Land Satsujin Jiken                                     | [ 32 ] |
| 1987 | World Golf II                                                  | [ 32 ] |
| 1987 | Wingman Special: Saraba Yume Senshi                            | [ 32 ] |
| 1988 | Dragon Quest III                                               | [ 30 ] |
| 1989 | Angelus: The Gospel on Evil                                    | [ 31 ] |
| 1989 | Star Command: Kurayami no Shinryakusha                         | [ 31 ] |
| 1990 | Dragon Quest IV                                                | [ 33 ] |
| 1990 | 46 Okunen Monogatari: The Shinka Ron                           | [ 34 ] |
| 1990 | World Golf III                                                 | [ 32 ] |
| 1991 | Akagawa Jirou no Yuurei Ressha                                 | [ 31 ] |
| 1991 | Jesus 2                                                        | [ 31 ] |
| 1991 | Tetris 2 & BomBliss                                            | [ 31 ] |
| 1992 | Dragon Quest V                                                 | [ 30 ] |
| 1992 | Hanjyuku Hero: Aah Sekai yo Hanjuku Nare                       | [ 31 ] |
| 1992 | E.V.O.: Search for Eden                                        | [ 31 ] |
| 1993 | Monopoly                                                       | [ 31 ] |
| 1993 | Torneko no Daibōken: Fushigi no Dungeon                        | [ 31 ] |
| 1995 | Mystery Dungeon: Shiren the Wanderer                           | [ 31 ] |
| 1995 | Dragon Quest VI                                                | [ 30 ] |
| 1998 | Dragon Quest Monsters                                          | [ 32 ] |
| 1999 | Torneko: The Last Hope                                         | [ 31 ] |
| 2000 | Dragon Quest VII                                               | [ 35 ] |
| 2000 | Shiren the Wanderer 2                                          | [ 31 ] |
| 2001 | Dragon Quest Monsters 2                                        | [ 32 ] |
| 2001 | Dragon Quest Characters: Torneko no Daibouken 2 Advance        | [ 32 ] |
| 2002 | Dragon Quest Characters: Torneko no Daibouken 3                | [ 32 ] |
| 2003 | Slime Mori Mori Dragon Quest                                   | [ 32 ] |
| 2003 | Dragon Quest Monsters: Caravan Heart                           | [ 32 ] |
| 2004 | Dragon Quest VIII                                              | [ 36 ] |
| 2005 | Dragon Quest Heroes: Rocket Slime                              | [ 32 ] |
| 2006 | Dragon Quest Monsters: Joker                                   | [ 32 ] |
| 2009 | Dragon Quest Wars                                              | [ 37 ] |
| 2009 | Dragon Quest IX                                                | [ 38 ] |
| 2010 | Dragon Quest Monsters: Joker 2                                 | [ 39 ] |
| 2012 | Dragon Quest X                                                 | [ 12 ] |
| 2015 | Dragon Quest Heroes: The World Tree's Woe and the Blight Below | [ 40 ] |
| 2016 | Dragon Quest Builders                                          | [ 41 ] |
| 2016 | Dragon Quest Monsters: Joker 3                                 | [ 42 ] |
| 2016 | Dragon Quest Heroes II                                         | [ 43 ] |
| 2017 | Dragon Quest XI                                                | [ 13 ] |
| 2018 | Dragon Quest Builders 2                                        | [ 44 ] |
| 2020 | Dragon Quest Tact                                              | [ 45 ] |

### Film und Fernsehen
| Jahr | Titel                                                           | Ref.   |
| ---- | --------------------------------------------------------------- | ------ |
| 1967 | Skyers 5                                                        | [ 31 ] |
| 1971 | Return of Ultraman                                              | [ 31 ] |
| 1976 | Machine Hayabusa                                                | [ 31 ] |
| 1978 | Science Ninja Team Gatchaman: The Movie                         | [ 31 ] |
| 1979 | Cyborg 009                                                      | [ 31 ] |
| 1979 | Jigoku no Mushi                                                 | [ 46 ] |
| 1980 | Space Runaway Ideon                                             | [ 31 ] |
| 1980 | Cyborg 009: Legend of the Super Galaxy                          | [ 47 ] |
| 1981 | The Sea Prince and the Fire Child                               | [ 31 ] |
| 1983 | The Yearling                                                    | [ 31 ] |
| 1989 | Godzilla vs. Biollante                                          | [ 31 ] |
| 1991 | Dragon Quest: The Adventure of Dai                              | [ 31 ] |
| 1991 | Dragon Quest: The Adventure of Dai - The Great Adventure of Dai | [ 48 ] |
| 1992 | Dragon Quest: The Adventure of Dai - Avan's Disciples           | [ 48 ] |
| 1992 | Dragon Quest: The Adventure of Dai - Six Great Generals         | [ 48 ] |
| 2019 | Dragon Quest: Your Story                                        | [ 49 ] |